# Límni Kastorías
Límni Kastorías är en sjö i Grekland.   Den ligger i regionen Västra Makedonien, i den norra delen av landet, 300 km nordväst om huvudstaden Aten. Límni Kastorías ligger 623 meter över havet. Arean är 28,1 kvadratkilometer. Trakten runt Límni Kastorías består till största delen av jordbruksmark. Den sträcker sig 7,3 kilometer i nord-sydlig riktning, och 5,9 kilometer i öst-västlig riktning.
Följande samhällen ligger vid Límni Kastorías:
- Kastoria (13 387 invånare)
- Chlói (3 079 invånare)
- Maniákoi (3 055 invånare)
- Mavrochóri (1 287 invånare)
- Dispilió (976 invånare)
- Polykárpi (747 invånare)
- Néa Léfki (582 invånare)
- Kefalári (353 invånare)
- Krepení (210 invånare)
- Foteiní (186 invånare)
- Metamórfosi (139 invånare)